# Lamprochromus amabilis
Lamprochromus amabilis är en tvåvingeart som beskrevs av Octave Parent 1944. Lamprochromus amabilis ingår i släktet Lamprochromus och familjen styltflugor. Inga underarter finns listade i Catalogue of Life.